# Folklore (album de Taylor Swift)
Pour les articles homonymes, voir Folklore (homonymie).
 (juillet 2020).
Albums de Taylor Swift
Lover
(2019) Evermore
(2020)
Singles
1. cardigan
Sortie : 24 juillet 2020
2. exile
Sortie : 24 juillet 2020
3. betty
Sortie : 17 août 2020

Folklore (stylisé en minuscules) est le huitième album studio de l'auteure-compositrice-interprète américaine Taylor Swift. C'est un album surprise, sorti le 24 juillet 2020 via Republic Records, onze mois après le dernier album de Swift, Lover (2019). En tant qu'album indie folk, rock alternatif, électro-folk et chamber pop, Folklore marque un départ du son pop optimiste des précédents albums studio de Swift pour des airs doux entraînés par le piano et la guitare, avec une production d'Aaron Dessner et de Jack Antonoff. Écrit et enregistré en isolement pendant la pandémie de COVID-19, Swift a appelé l'album « une collection de chansons et d'histoires qui coulaient comme un courant de conscience » sortant de son imagination, manifestant des storytellings à partir de récits en grande partie à la troisième personne qui détaillent le chagrin et la rétrospective. La chanteuse a adopté une esthétique rustique pour l'album.
À sa sortie, Folklore a été acclamé par la critique, mettant l'accent sur son atmosphère détendue, son poids émotionnel et son lyrisme poétique. Il a battu de nombreux records sur les services de streaming, y compris le record du monde Guinness pour la plus grande journée d'ouverture d'un album d'une artiste féminine sur Spotify. L'album s'est vendu à deux millions d'exemplaires au cours de sa première semaine dans le monde, dont 1,3 million le premier jour. Folklore a atteint la première place en Australie, au Canada, en Belgique, en Irlande, en Nouvelle-Zélande, en Suisse, au Royaume-Uni et dans plusieurs autres territoires.
Dans le classement Billboard 200, Folklore a débuté à la première place avec 846 000 exemplaires vendus, donnant à Swift son septième album consécutif numéro un aux États-Unis, et a marqué la plus grande semaine de vente pour un album en 2020. L'album a passé huit semaines au sommet du classement, ce qui en fait l'album resté le plus longtemps à la première place pour une artiste féminine depuis 25 d'Adele. Les 16 titres de Folklore sont entrés simultanément dans le Billboard Hot 100, dont trois dans le top 10: le premier single Cardigan a fait ses débuts à la première place, donnant à Swift son sixième single numéro un aux États-Unis et faisant d'elle le premier artiste de l'histoire à faire ses débuts au sommet du Billboard 200 et du Hot 100 simultanément, tandis que "The 1" est arrivé à la quatrième place et le duo avec le groupe folk indie américain Bon Iver "Exile" est arrivé à la sixième place. Les trois pistes ont également débuté dans le top 10 en Australie, au Canada, en Irlande, en Malaisie, en Nouvelle-Zélande et au Royaume-Uni. "Betty" est sorti le 17 août et il est arrivé à la quarante-deuxième place du Billboard 200  À la fin de sa troisième semaine, Folklore a vendu plus d'un million d'exemplaires aux États-Unis : l'album de 2020 le plus rapide à le faire.
Un film documentaire, Folklore: The Long Pond Studio Sessions (en), sort le 25 novembre 2020 sur Disney+. Taylor Swift y performe les chansons de l'album en live acoustique, tout en discutant du processus créatif de celui-ci, avec Jack Antonoff et Aaron Dessner. Il prend place au Long Pond Studio, un studio d'enregistrement isolé dans une forêt à Hudson Valley, New York.

## Single
- Cardigan est le 1er single, il sort le 24 juillet 2020 et il arrive 1er aux États-Unis et en Australie
- Exile est le 2e single, il sort le 3 août 2020 et il arrive 6e aux États-Unis
- Betty est le 3e single, il sort le 17 août 2020 et il arrive 42e aux États-Unis

Le premier single, Cardigan, devient l'une des chansons les plus écoutées de Taylor Swift au fil du temps. C'est en 2024 son 7e titre le plus écouté, avec plus d'1,1 milliard d'écoutes sur Spotify. Une autre chanson, August, devient aussi très populaire.

## Contexte
Le 23 juillet 2020, Taylor Swift poste sur son compte Instagram une série de neuf photos en noir et blanc composant une seule et même grande photo. Elle annonce ensuite sur ses différents réseaux sociaux la sortie surprise de son huitième album, 'folklore.
Au moment de l'annonce surprise de ce huitième album, Swift a expliqué « La plupart des choses que j'avais prévues cet été ne se sont pas produites, mais il y a quelque chose que je n'avais pas prévu et qui s'est bien réalisé », en parlant de ce disque.
Swift annonce que cet album, composé de 16 pistes pour sa version standard et 17 pour sa version Deluxe, a été écrit et enregistré pendant la période d'isolement due à la pandémie de Covid-19 avec des collaborateurs tels que Jack Antonoff, qui a produit 11 pistes de l'album. La chanteuse a aussi travaillé avec le membre du groupe de rock indépendant The National, Aaron Dessner ou encore le groupe Bon Iver (présent sur la quatrième piste de l'album) sur ce projet secret.
Cet album sortira dans la nuit du 23 au 24 juillet 2020, à minuit eastern time (6h du matin heure française), en même temps que le clip officiel du premier single du disque, cardigan.
À sa sortie, l'album est disponible en différents formats sur le site officiel de Taylor Swift: en CD, vinyle et cassette. Cet album étant le huitième de l'artiste, elle propose donc à ces fans huit versions différentes de l'album en version deluxe, possédant chacune la piste bonus the lakes, une jaquette inédite et unique, ainsi qu'un album booklet contenant les paroles de chaque piste.
Comme à chaque sortie d'album d'un artiste, le site propose aussi du merchandising exclusif, disponible pour le moment seulement aux États-Unis, dans lequel nous retrouvons le fameux cardigan de la piste 2.
Folklore est catégorisé sur le site iTunes comme étant un album de musique alternative. C'est la première fois que Taylor Swift s'essaie à la musique indie et alternative, sachant que ses derniers albums ont tous été catégorisés comme des albums pop depuis son cinquième album, 1989.

## Accueil critique

### Classements des critiques
| Publication          | Classement                                       | Position | Réf.   |
| -------------------- | ------------------------------------------------ | -------- | ------ |
| BBC Culture          | Les meilleurs albums et chansons de l'année 2020 | NC       | [ 6 ]  |
| Billboard            | Les 50 meilleurs albums de 2020                  | 1        | [ 7 ]  |
| Complex              | Les meilleurs albums de 2020                     | 13       | [ 8 ]  |
| Consequence of Sound | Top 50 des albums de 2020                        | 27       | [ 9 ]  |
| Entertainment Weekly | Les 15 meilleurs albums de 2020                  | 5        | [ 10 ] |
| Exclaim!             | Les 50 meilleurs albums de 2020                  | 22       | [ 11 ] |
| Gaffa                | Les 20 meilleurs albums étrangers                | 10       | [ 12 ] |
| Gigwise (en)         | Les 51 meilleurs albums de 2020                  | 3        | [ 13 ] |
| The Line of Best Fit | Les meilleurs albums de 2020                     | 32       | [ 14 ] |
| Mojo                 | Les 75 meilleurs albums de 2020                  | 31       | [ 15 ] |
| OOR (en)             | Liste de fin d'année 2020                        | 18       | [ 16 ] |
| The Plain Dealer     | Les meilleurs albums de 2020                     | 5        | [ 17 ] |
| PopMatters           | Les 60 meilleurs albums de 2020                  | 17       | [ 18 ] |
| RNZ Music            | Le meilleur de 2020: le top 20 des albums        | 20       | [ 19 ] |
| Rolling Stone        | Les 50 meilleurs albums de 2020                  | 1        | [ 20 ] |
| Slate                | Les meilleurs albums de 2020                     | 11       | [ 21 ] |
| Stereogum            | Les 50 meilleurs albums de 2020                  | 5        | [ 22 ] |
| Time                 | Les 10 meilleurs albums de 2020                  | 1        | [ 23 ] |
| Uproxx               | Les meilleurs albums de 2020                     | 1        | [ 24 ] |
| What Hi-Fi? (en)     | Les 20 meilleurs albums de 2020                  | NC       | [ 25 ] |

### Distinctions
Aux BreakTudo Awards 2020, Folklore a été nommé pour l'album de l'année, tandis que Taylor Swift a été nommée pour l'artiste féminine internationale,. Elle a eu deux nominations aux 45e People's Choice Awards : l'album de 2020 avec Folklore et l'artiste féminine de 2020.
| Année | Organisation           | Récompense                                            | Résultat   | Réf.   |
| ----- | ---------------------- | ----------------------------------------------------- | ---------- | ------ |
| 2020  | Guinness World Records | Album féminin le plus écouté en 24 heures sur Spotify | Lauréat    |        |
| 2020  | BreakTudo Awards       | Album de l'année                                      | En attente | [ 26 ] |
| 2020  | People's Choice Awards | Album de l'année                                      | En attente |        |
| 2021  | Grammy Awards          | Album de l'année                                      | Lauréat    | [ 29 ] |

## Listes des pistes
| Édition standard | Édition standard                | Édition standard                            | Édition standard                           | Édition standard | Édition standard | Édition standard | Édition standard | Édition standard | Édition standard |
| No               | Titre                           | Auteur                                      | Producteur(s)                              | Durée            |                  |                  |                  |                  |                  |
| ---------------- | ------------------------------- | ------------------------------------------- | ------------------------------------------ | ---------------- | ---------------- | ---------------- | ---------------- | ---------------- | ---------------- |
| 1.               | the 1                           | Taylor Swift, Aaron Dessner                 | Aaron Dessner                              | 3:30             |                  |                  |                  |                  |                  |
| 2.               | cardigan                        | Taylor Swift, Aaron Dessner                 | Aaron Dessner                              | 3:59             |                  |                  |                  |                  |                  |
| 3.               | the last great american dynasty | Taylor Swift, Aaron Dessner                 | Dessner                                    | 3:50             |                  |                  |                  |                  |                  |
| 4.               | exile (ft. Bon Iver)            | Taylor Swift, Justin Vernon, William Bowery | Aaron Dessner                              | 4:45             |                  |                  |                  |                  |                  |
| 5.               | my tears ricochet               | Taylor Swift                                | Taylor Swift, Jack Antonoff                | 4:15             |                  |                  |                  |                  |                  |
| 6.               | mirrorball                      | Taylor Swift, Jack Antonoff                 | Jack Antonoff                              | 3:28             |                  |                  |                  |                  |                  |
| 7.               | seven                           | Taylor Swift, Aaron Dessner                 | Aaron Dessner                              | 3:28             |                  |                  |                  |                  |                  |
| 8.               | august                          | Taylor Swift, Jack Antonoff                 | Taylor Swift, Jack Antonoff                | 4:21             |                  |                  |                  |                  |                  |
| 9.               | this is me trying               | Taylor Swift, Jack Antonoff                 | Taylor Swift, Jack Antonoff                | 3:15             |                  |                  |                  |                  |                  |
| 10.              | illicit affairs                 | Taylor Swift, Jack Antonoff                 | Taylor Swift, Jack Antonoff                | 3:10             |                  |                  |                  |                  |                  |
| 11.              | invisible string                | Taylor Swift, Aaron Dessner                 | Aaron Dessner                              | 4:12             |                  |                  |                  |                  |                  |
| 12.              | mad woman                       | Taylor Swift, Aaron Dessner                 | Aaron Dessner                              | 3:57             |                  |                  |                  |                  |                  |
| 13.              | epiphany                        | Taylor Swift, Aaron Dessner                 | Aaron Dessner                              | 4:49             |                  |                  |                  |                  |                  |
| 14.              | betty                           | Taylor Swift, Bowery                        | Taylor Swift, Aaron Dessner, Jack Antonoff | 4:54             |                  |                  |                  |                  |                  |
| 15.              | peace                           | Taylor Swift, Aaron Dessner                 | Aaron Dessner                              | 3:54             |                  |                  |                  |                  |                  |
| 16.              | hoax                            | Taylor Swift, Aaron Dessner                 | Aaron Dessner                              | 3:40             |                  |                  |                  |                  |                  |
| 63:29            |                                 |                                             |                                            |                  |                  |                  |                  |                  |                  |

| 17. | the lakes | Taylor Swift, Jack Antonoff | Jack Antonoff | 3:31 |

Notes
- Chaque titre de l'album est stylisé en lettres minuscules.
- L'édition Deluxe de l'album, comprenant la piste the lakes, n'a été disponible qu'en format physique jusqu'au 18 août 2020, à partir duquel elle a été publiée sur toutes les plateformes de streaming musical.

## Classements hebdomadaires
| Classement (2020)                  | Meilleure position |
| ---------------------------------- | ------------------ |
| Allemagne (Media Control AG)       | 5                  |
| Australie (ARIA)                   | 1                  |
| Autriche (Ö3 Austria Top 40)       | 2                  |
| Belgique (Flandre Ultratop)        | 1                  |
| Belgique (Wallonie Ultratop)       | 3                  |
| Canada (Canadian Albums)           | 1                  |
| Danemark (Tracklisten)             | 1                  |
| Écosse (OCC)                       | 2                  |
| États-Unis (Billboard 200)         | 1                  |
| Finlande (Suomen virallinen lista) | 1                  |
| France (SNEP)                      | 12                 |
| Irlande (OCC)                      | 1                  |
| Italie (FIMI)                      | 8                  |
| Japon (Billboard Japan)            | 8                  |
| Lituanie (AGATA)                   | 2                  |
| Norvège (VG-lista)                 | 1                  |
| Nouvelle-Zélande (RIANZ)           | 1                  |
| Pays-Bas (Mega Album Top 100)      | 2                  |
| Portugal (AFP)                     | 2                  |
| République tchèque (ČNS IFPI)      | 1                  |
| Royaume-Uni (UK Albums Chart)      | 1                  |
| Suède (Sverigetopplistan)          | 3                  |
| Suisse (Schweizer Hitparade)       | 1                  |

## Certifications
| Pays              | Certification | Unités certifiées |
| ----------------- | ------------- | ----------------- |
| États-Unis (RIAA) | 2 × Platine   | 2 000 000         |
| France (SNEP)     | Platine       | 100 000           |
| Canada            | 6 × Platine   | 480 000           |